# Chizuru
Chizuru (jap. ちづる, チズル, 千鶴) – żeńskie imię japońskie, oznacza tysiąc żurawi.

## Znane osoby
- Chizuru Ikewaki (千鶴), japońska aktorka

## Fikcyjne postacie
- Chizuru Aizawa (千鶴), bohaterka mangi i anime Ai Yori Aoshi
- Chizuru Akaba (知弦), bohaterka serii Seitokai no ichizon
- Chizuru Kagura (ちづる), bohaterka gry The King of Fighters
- Chizuru Kawanami (千鶴), bohaterka mangi i anime Yumekui Merry
- Chizuru Maihara (千鶴), bohaterka mangi i anime Ouran High School Host Club
- Chizuru Minamoto (千鶴), główna bohaterka serii Kanokon
- Chizuru Mochizuki (千鶴), bohaterka mangi i anime Nyan Koi!
- Chizuru Naba (千鶴), bohaterka serii Magister Negi Magi
- Chizuru Raikōji (千鶴), bohaterka mangi i anime Rurōni Kenshin
- Chizuru Sawamura (ちづる), bohaterka mangi Inubaka: Crazy for Dogs
- Chizuru Yoshida (ちずる), bohaterka mangi i anime Hen
- Chizuru Yoshida (千鶴), bohaterka serii Kimi ni todoke
- Chizuru Yukimura (千鶴), główna bohaterka serii anime Hakuōki Shinsengumi Kitan